# Alfons III d'Este
Alfons III d'Este o Alfons III de Mòdena (Ferrara, Ducat de Ferrara 1591 - Castelnuovo di Garfagnana, Ducat de Mòdena 1644) fou un membre de la Casa d'Este que va esdevenir duc de Mòdena i Reggio entre 1628 i 1629.

## Orígens familiars
Va néixer el 22 d'octubre de 1591 a la ciutat de Ferrara, capital del ducat del mateix nom, sent fill del duc Cèsar I d'Este i Virgínia de Mèdici. Fou net per línia paterna d'Alfons d'Este i Juliana della Rovere, i per línia materna de Cosme I de Mèdici i Camilla Martelli.
El 1613 va prendre part en la guerra contra el Ducat de Lucca i va tenir un paper primordial en l'assassinat el 1617 del comte Hèrcules Pepoli, el qual es disputava el ducat amb Cèsar.

## Núpcies i descendents

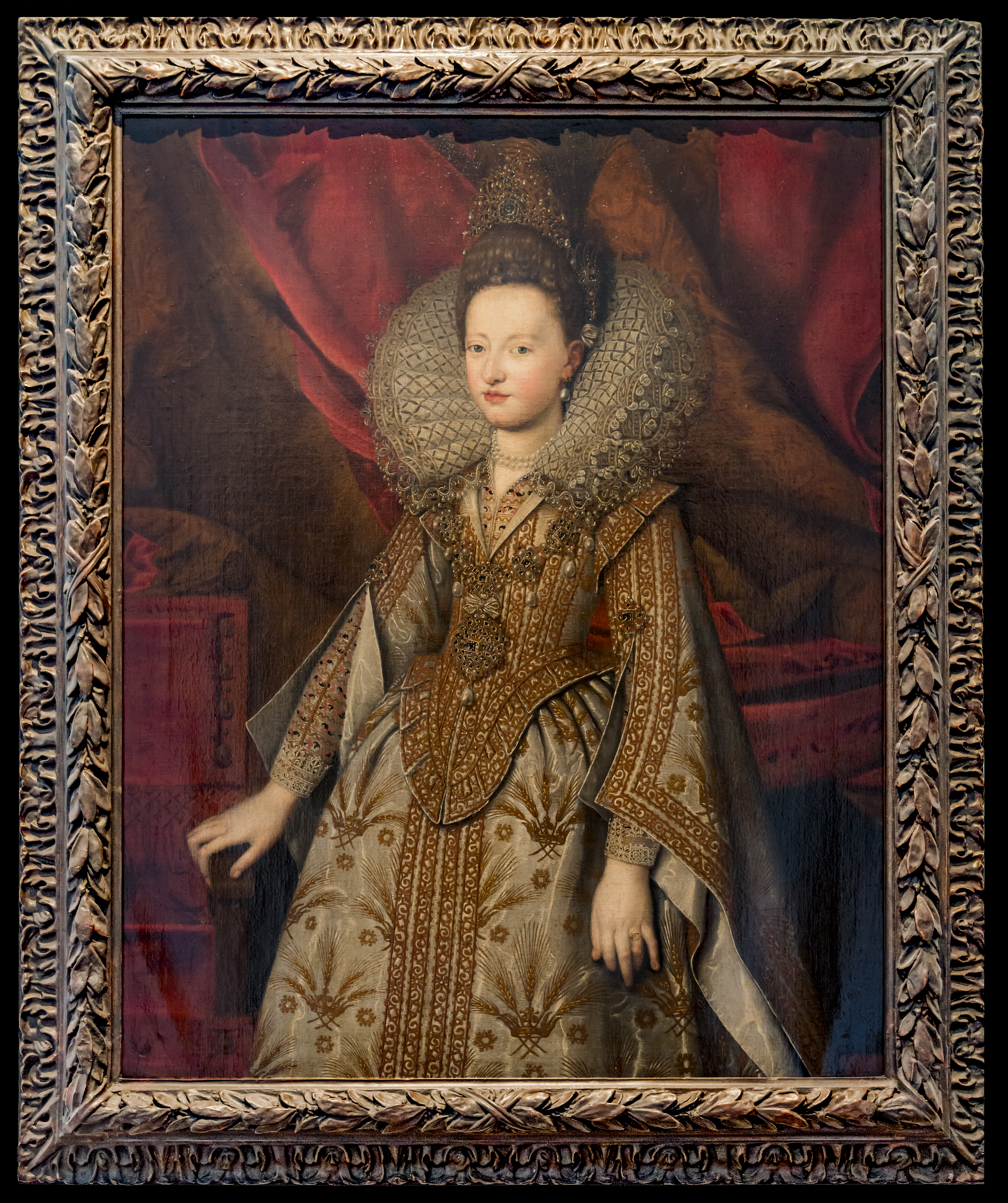
Imatge d'Elisabet de Savoia.

Es casà el 22 de febrer de 1608 amb la princesa Elisabet de Savoia, filla de Carles Manuel I de Savoia i Caterina Micaela d'Espanya. D'aquesta unió van néixer:
- Cèsar d'Este (1609-1613)
- Francesc I d'Este (1610-1658), duc de Mòdena, casat amb Maria Caterina Farnese.
- Opizzo d'Este (1611-1644), bisbe de Mòdena
- Cèsar d'Este (1614-1677)
- Alexandre d'Este (1615)
- Carles Alexandre d'Este (1616-1679)
- Rinaldo d'Este (1618-1672), cardenal i bisbe de Reggio Emilia, Palestrina i Montpeller
- Filibert d'Este (1623-1645)
- Bonifaci d'Este (1624)
- Caterina d'Este (1613-1628), religiosa
- Margarida d'Este (1619-1692), casada el 1647 amb Ferran III Gonzaga
- Beatriu d'Este (1620)
- Beatriu d'Este (1622-1623)
- Anna Beatriu d'Este (1626-1690), casada el 1656 amb Alexandre II Pico della Mirandola

## Renúncia al poder
Profundament enamorat d'ella, a la seva mort, ocorreguda el 1626, Alfons III pensà a prendre els vots eclesiàstics, si bé la mort del seu pare el 1628 comportà que es convertís en duc de Mòdena. El juliol de 1629, però, va anunciar la seva abdicació en favor del seu fill al castell de Sassuolo i el 8 de setembre d'aquell mateix any ingressà a l'Orde dels Caputxins, prenent el nom de Giambattista da Modena.
Sense abandonar les relacions amb el govern del seu fill, entre 1630 i 1631 es distingí com a predicador durant l'aparició de la pesta al seu ducat. L'any següent tornà a la cort de Mòdena, i les crítiques a l'ostentació d'aquesta el convertí en un enemic dels nobles, retirant-se al convent de Castelnuovo di Garfagnana, on morí el 24 de maig de 1644.